# 구을회
구을회(具乙會 1905년 5월 9일 서울 ~ ?)는 대한민국의 정치인이다. 제2대 국회의원을 지냈다.

## 약력
- 경도중학교 졸업
- 보성전문학교 법과 졸업
- 일본전수대학 법학부 수료
- 도문 동흥은행(圖們東興銀行) 감사역
- 대한물산주식회사 공동관리인
- 제2대 국회의원

## 역대 선거 결과
|  | 25.02% |

|  | 41.15% |

|  | 7.05% |

## 참고자료
- 《대한민국 의정총람》, 국회의원총람발간위원회, 1994년
- 구을회 - 대한민국헌정회